# Alexandra van Huffelen

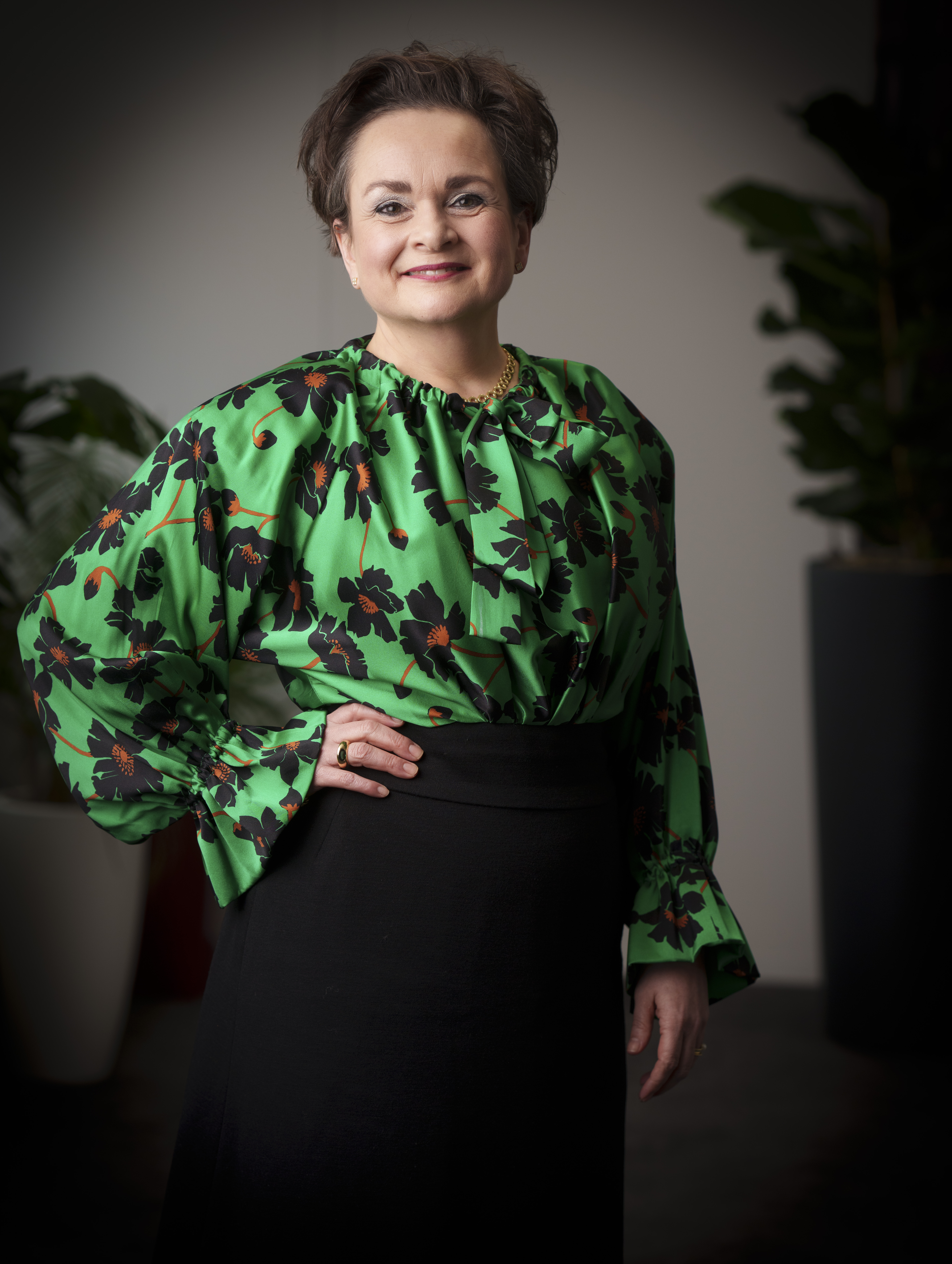
Alexandra van Huffelen em 2022

Alexandra Carla van Huffelen (nascida em 21 de julho de 1968) é uma política holandesa que actua como Secretária de Estado das Finanças desde 29 de janeiro de 2020. Membro do partido Democratas 66 (D66), foi deputada do Senado de 2015 a 2020 e Diretora do Gemeente Vervoerbedrijf de 2014 a 2020. Ela começou a sua carreira política como vereadora em Roterdão, com a pasta de planeamento de espaços públicos.